# Absynth
Absynth — полумодульный синтезатор от компании Native Instruments.

## Основная информация
Absynth (название происходит от игры слов английского языка «Absinth» и «Synth», что означает абсент и синтезатор) является коммерческим программным синтезатором, доступным для платформ Windows и Mac OS. Absynth совмещает в себе диапазон традиционных технологий синтеза звука (субтрактивных) и современных (гранулярных и основанных на семплировании). Это позволяет синтезатору быть использованным для создания сложных неоднородных звуков. Absynth может быть использован как самостоятельное приложение, так и как плагин следующих форматов: VST, Audio Units, RTAS, DXi, etc.